# Dyke & the Blazers
Dyke & the Blazers – amerykańska grupa funkowa, działająca w latach 1964–1971.
Pochodzący z Phoenix (w stanie Arizon) zespół, jako jeden z pierwszych, grał funk. Jeden z najpopularniejszych utworów grupy, wydany w 1967 r. „Funky Broadway”, był jednym z pierwszych utworów Funk zawierających słowo „funk” w tytule (słowo to pojawiało się w tytule utworów od 1907 r., jednak głównie w Jazzie i Bluesie).
W 1971 r. członek zespołu – wokalista Arlester „Dyke” Christian został śmiertelnie postrzelony.